# Limoza Island
Limoza Island (englisch; bulgarisch остров Лимоза ostrow Limosa) (in Argentinien Isla Ruiz) ist eine in west-östlicher Ausrichtung 470 m lange und 230 m breite Felseninsel in der Gruppe der Joinville-Inseln vor der nordöstlichen Spitze der Antarktischen Halbinsel. Sie liegt 1,5 km vor der Nordküste der D’Urville-Insel, 10,98 km ostsüdöstlich des Kap Juncal, 6,32 km südöstlich des Harris Rock und 13,8 km westnordwestlich des größten der Français Rocks. 
Britische Wissenschaftler kartierten sie 1973. Die bulgarische Kommission für Antarktische Geographische Namen benannte sie 2018 nach dem bulgarischen Trawler Limosa, der von den 1970er Jahren bis in die frühen 1990er Jahre für den Fischfang in den Gewässern um Südgeorgien, um die Kerguelen, um die Südlichen Orkneyinseln und die Südlichen Shetlandinseln sowie um die Antarktische Halbinsel operiert hatte.